# Gheorghe Mureșan
Gheorghe Dumitru Mureșan (n. 14 februarie 1971, Tritenii de Jos, Cluj) este un fost jucător de baschet român in NBA. Cu o înălțime de 2,31 m, deține titlul de cel mai înalt jucător din istoria NBA.
Gheorghe Mureșan este cel mai cunoscut sportiv român intrat în vizorul lumii sportive datorită selecției observative. Având o înălțime peste medie la vârsta junioratului, a fost remarcat de către responsabilii de la Clubul Sportiv al Universității Cluj. De aici, datorită aptitudinilor sale, jucătorul a evoluat și curând a atras atenția selecționerului echipei naționale și mai apoi echipelor din străinătate: Pau-Orthez, Washington Bullets și New Jersey Nets.
A încercat și actoria, fiind un personaj principal în filmul Gigantul Meu din 1998, în care a jucat împreună cu Billy Crystal.
Recordul său pentru naționala României este de 42 de puncte, reușite într-un meci cu Suedia, în noiembrie 1992. În 1993 a pătruns în liga profesionistă nord-americană (NBA), evoluând cinci sezoane pentru Washington Bullets (1993-1998) și două pentru New Jersey Nets (1998-2000). În sezonul 1995-1996 a primit premiul NBA Most Improved Player Award.

### Interviuri
- Elevul Ghiță a jucat fotbal în curtea școlii, 27 august 2011, Carmen Constantin, Adevărul
- Adevărul despre... Ghiță Mureșan: „Voiam să fiu bucătar“, 21 octombrie 2011, Andreea Pislaru, Adevărul
- GHITA MURESAN - "Traiesc clipa si, cu coada ochiului, ma uit spre viitor", Ciprian Rus, Formula AS - anul 2011, numărul 987
- Gheorghe Mureșan profil eurobasket.com